# 田仁智
田 仁智（チョン・インジ、韓：전인지、英：In Gee Chun、1994年8月10日 -  ）は、大韓民国の女子プロゴルファー。

## 経歴
全羅北道 群山市出身。父の友人がプロゴルファーであったことから、練習見学をした際に「楽しく感じた」ことが切っ掛けで12歳の時にゴルフを始める。アマチュア時代は大韓民国代表選手選出経験もある。
2012年に韓国女子プロゴルフ協会（KLPGA）入会しプロ転向。
2013年6月KLPGAツアーメジャー大会「韓国女子オープンゴルフ選手権」でプロ初優勝、年間獲得賞金ランキング（賞金ランク）3位となる。
2014年、第6代KLPGA広報モデルにキム・ヒョージュ、ユン・チェヨン等と共に選出され2015年まで務めた（KLPGA広報モデルは前年度KLPGAツアー賞金ランク60位以内の選手から10名程度選出される）。同年KLPGAツアーで3勝。
2015年5月、世界ランキング30位以内の資格により、日本女子プロゴルフ協会（JLPGA）ツアー公式戦「ワールドレディスチャンピオンシップ サロンパスカップ」で同ツアー初出場。4日間トータルで276（66-70-67-73、12アンダー）のスコアをマークし、上田桃子らを抑えて同ツアー初勝利を初公式戦で飾り、大会最年少優勝記録を更新した（当時）。
同年7月、全米女子プロゴルフ協会（USLPGA）ツアーメジャー大会「全米女子オープン」で、メジャー初出場初優勝を果たす。
同年10月、JLPGAツアー公式戦「日本女子オープンゴルフ選手権競技」で菊地絵理香、李美香とのプレーオフを制し同ツアー公式戦2勝目をあげる。この優勝により韓米日のナショナルオープンを制覇したことになる。
同年KLPGAツアーにおいては、「ハイト眞露チャンピオンシップ」、「KB金融スター選手権」の2つのメジャー大会を含む5勝をあげ賞金女王となる。
2016年からUSLPGAのツアーメンバーとなる。同年4月の同ツアーメジャー大会「ANAインスピレーション」で2位タイとなった後、同年9月の同ツアーメジャー大会「エビアン選手権」でメジャー2勝目をあげた。エビアンの優勝スコア21アンダーは男女を通じてメジャー大会72ホールでの最少スコアとなった。直後の同年9月19日付女子ゴルフ世界ランキングで自身最高位となる3位にランクされた。同年USLPGA賞金ランクで自己最高位となる4位、ルーキーオブザイヤーを受賞した。
2018年10月のUSLPGAツアー「KEBハナバンク選手権」（KLPGA共催）で2シーズン振りの同ツアー3勝目をあげた。
2019年から2021年は未勝利に終わったが、21年はトップテンに8回入り、LPGA賞金ランキング8位となる。
2022年6月、「全米女子プロゴルフ選手権」に優勝。メジャー3勝目を挙げる。また、全英女子オープンでも2位となり、過去最高の成績を記録した。
2023年シーズンは勝利無し、トップ10は１回、賞金ランキング58位、CMEポイントランキングは75位。2024年シーズンは勝利・トップ10ともに無し、賞金ランキング73位、CMEポイントランキングは94位と低迷している。

## 人物
- ウォルト・ディズニー・カンパニー製作映画『ダンボ』に登場する子象のダンボに雰囲気が似ていることから、コーチが田に『ダンボ』というニックネームを付けた[18]。大韓民国での自身のファンクラブの名称もそれにちなんで『FLYING DUMBO』である[18]。ワールドレディスに出場した際にも日本人ギャラリーが『ダンボ』と呼んで自身を応援してくれたことにも驚いたという[19]。
- 15歳の時に日本への興味を示し、日本語を学んでいるが、ゴルフの練習が多忙になった関係で日本語学習は中断した状態である。但し、ある程度の日本語を話すことは出来、ワールドレディス優勝記者会見でも時折日本語を織り交ぜてのコメントも披露した[20]。
- 大韓民国では高麗大学国際スポーツ学部に学ぶ女子大学生である[18]。本人は学業優先の姿勢を見せている為、ワールドレディス優勝により資格を取得した日本女子プロゴルフツァー本格参戦については「イ・ボミ選手からも『日本で一緒にやりましょう』と言われたが、大学を卒業してから考えたい」とコメントしている[20][21]。

## プロ優勝歴

### LPGA(4)
| No. | 日時           | 大会                     | 優勝スコア       | パー | 打差  | 2位                                 |
| --- | -------------- | ------------------------ | ---------------- | ---- | ----- | ----------------------------------- |
| 1   | 2015年7月12日  | 全米女子オープン         | 68-70-68-66=272  | −8   | 1打差 | エイミー・ヤン                      |
| 2   | 2016年9月18日  | エビアン選手権           | 63-66-65-69=263  | −21  | 4打差 | ユ・ソヨン                          |
| 3   | 2018年10月14日 | KEBハナバンク選手権      | 70-70-66-66=272  | −16  | 3打差 | チャーリー・ハル                    |
| 4   | 2022年6月26日  | 全米女子プロゴルフ選手権 | 64-69-75-75＝283 | －5  | 1打差 | ミンジー・リー レクシー・トンプソン |

プレーオフ記録 (0–4)
| No. | 年   | 大会                          | 相手                                        | 結果                                                                                  |
| --- | ---- | ----------------------------- | ------------------------------------------- | ------------------------------------------------------------------------------------- |
| 1   | 2014 | KEBハナバンク選手権           | ペク・キュユン ブリタニー・リンシコム       | ベクが1ホール目でバーディーを決め優勝。                                               |
| 2   | 2017 | マニュライフ・LPGA クラシック | アリヤ・ジュタヌガーン レクシー・トンプソン | ジュタヌガーンが1ホール目でバーディーを決め優勝。                                     |
| 3   | 2018 | キングスミル選手権            | 畑岡奈紗 アリヤ・ジュタヌガーン             | 1ホール目でチョンはバーディで脱落。 ジュタヌガーンが2ホール目でバーディーを決め優勝。 |
| 4   | 2022 | 全英女子オープン              | アシュリー・ブハイ                          | ブハイが4ホール目でパーを決め優勝。                                                   |

### JLPGA(2)
| No. | 日時          | 大会                                               | 優勝スコア      | パー | 打差       | 2位（タイ）       |
| --- | ------------- | -------------------------------------------------- | --------------- | ---- | ---------- | ----------------- |
| 1   | 2015年5月10日 | ワールドレディスチャンピオンシップサロンパスカップ | 66-70-67-73=276 | −12  | 4打差      | 上田桃子          |
| 2   | 2015年10月4日 | 日本女子オープンゴルフ選手権競技                   | 71-73-71-71=286 | −2   | プレーオフ | 菊地絵理香 李美香 |

プレーオフ記録 (1–0)
| No. | 年   | 大会                             | 相手              | 結果                                                                            |
| --- | ---- | -------------------------------- | ----------------- | ------------------------------------------------------------------------------- |
| 1   | 2015 | 日本女子オープンゴルフ選手権競技 | 菊地絵理香 李美香 | 4ホール目、インジがパー、菊地がボギーを喫しインジの優勝。 李は3ホール目で脱落。 |

### KLPGA(9)
| No. | 日時           | 大会                                         | 優勝スコア      | パー | 打差       | 2位         |
| --- | -------------- | -------------------------------------------- | --------------- | ---- | ---------- | ----------- |
| 1   | 2013年6月23日  | 第27回起亜自動車韓国女子オープンゴルフ選手権 | 68-69-70-68=275 | −13  | 1打差      |             |
| 2   | 2014年6月15日  | S-OILチャンピオンズインビテーショナル        | 67-67-70=204    | −12  | 3打差      |             |
| 3   | 2014年9月28日  | KDB大宇証券クラシック                        | 66-69-69=204    | −12  | プレーオフ |             |
| 4   | 2014年11月16日 | 朝鮮日報ポスコチャンピオンシップ             | 69-69-66=204    | −12  | 1打差      |             |
| 5   | 2015年4月19日  | 三千里トゥギャザーオープン                   | 70-69=139       | −5   | 1打差      |             |
| 6   | 2015年5月24日  | 斗山マッチプレイ選手権                       |                 |      |            |             |
| 7   | 2015年6月14日  | S-OILチャンピオンズインビテーショナル        | 68-71-69=208    | −8   | 1打差      |             |
| 8   | 2015年7月26日  | 第16回ハイト眞露チャンピオンシップ           | 69-66-73=208    | −8   | 3打差      |             |
| 9   | 2015年10月25日 | KB金融スター選手権                           | 69-69-67-69=274 | −8   | 1打差      | 朴仁妃他1名 |